# Burgruine Herrenbröl

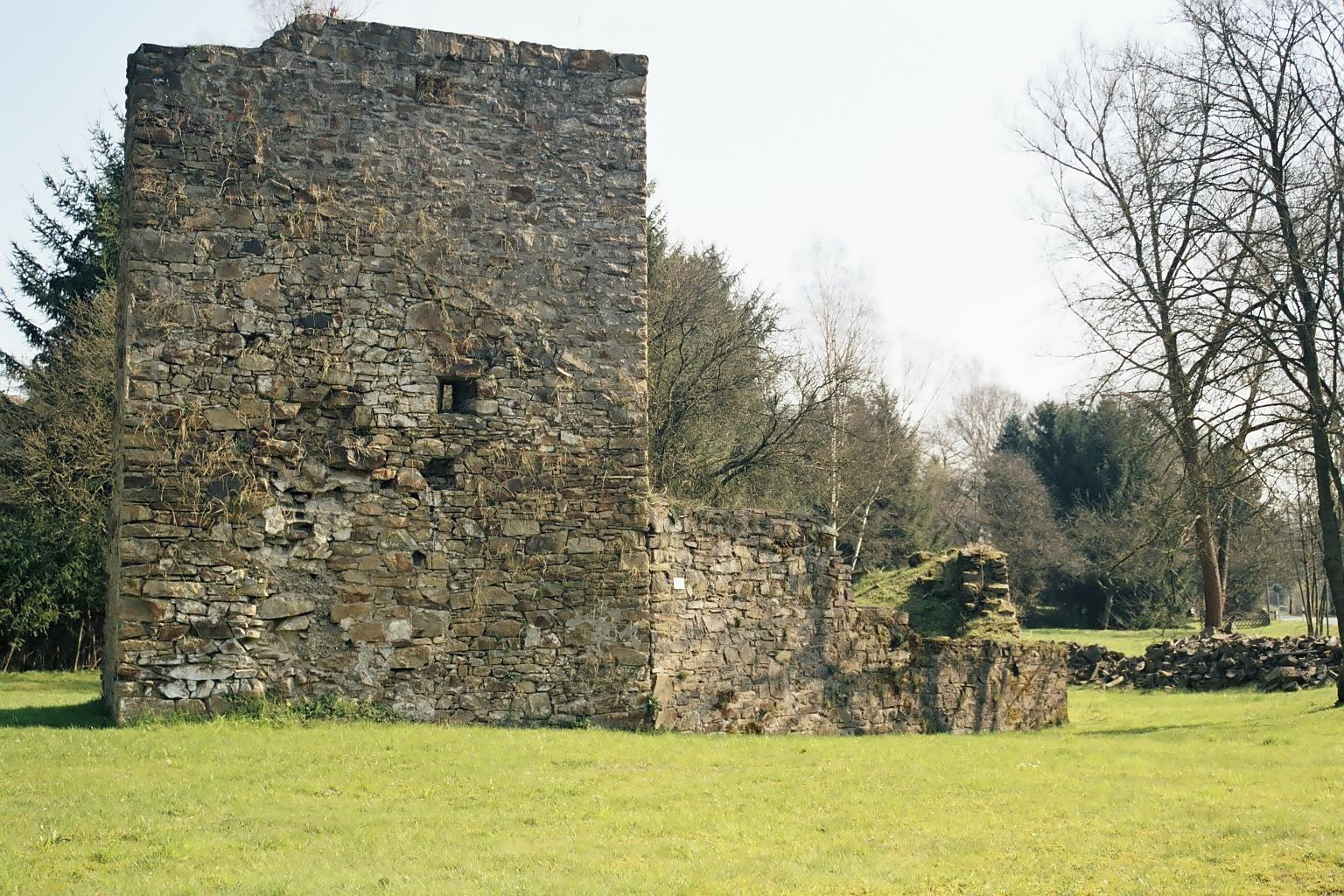
Burgruine Herrenbröl – Turmstumpf

Grundkarte der Burg Herrenbröl 1828 mit dem geteilten Besitz derer von Martial. Die obere Hälfte der Insel und die linksseitigen Ländereien gehörten Franz Clemens von Martial, die untere Hälfte und die rechtsseitigen Grundstücke Franz Adolph von Martial. Das Gebäude oberhalb des Baches ist die Mühle des Bürgermeisters Heismann.

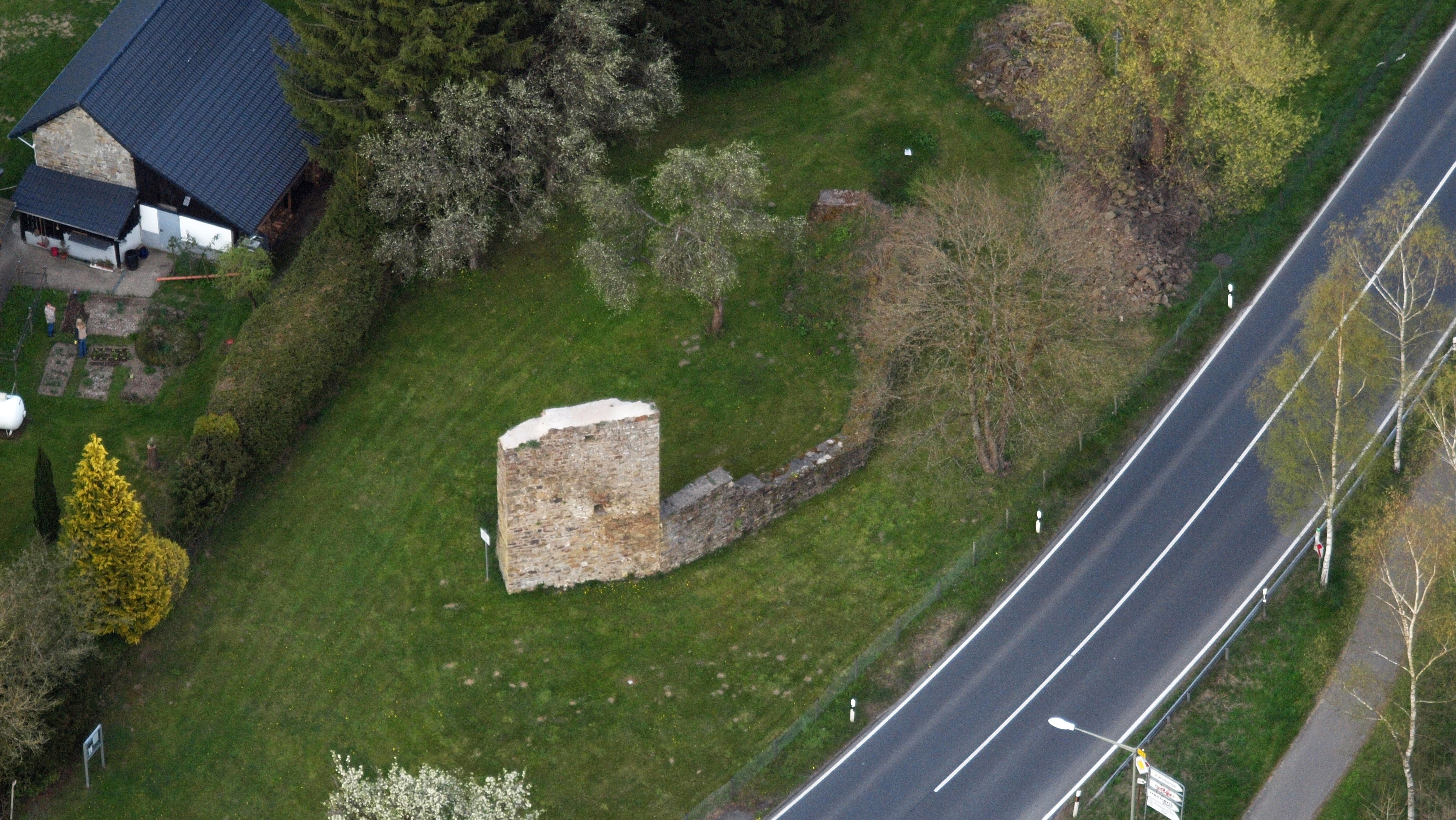
Burgruine Herrenbröl, Luftaufnahme (2015)

Die Burgruine Herrenbröl ist die Ruine einer kleinen Burg in Nordrhein-Westfalen. Sie gehört zur Gemeinde Ruppichteroth und befindet sich im Rhein-Sieg-Kreis im Bergischen Land. Die Niederungsburg liegt im Tal des Waldbrölbaches auf einer Höhe von gut 150 m ü. NHN zwischen den Ortsteilen Ruppichteroth und Schönenberg nördlich des Höhenzuges Nutscheid.

## Geschichte
Die Geschichte der Burg liegt weitestgehend im Dunklen. Die Anlage wurde wohl schon im 13. Jahrhundert als Rittersitz erbaut. Aus dieser Zeit stammen noch wenige Reste wie beispielsweise der Burgbrunnen.
Urkundliche Erwähnung findet die Burg erstmals am 8. Oktober 1417 im Zusammenhang mit Gütern und Rechten im Kirchspiel Eitorf. Im 15. Jahrhundert wurden der Turm sowie weitere Teile der Burganlage wahrscheinlich von den Herren von Scheidt errichtet.

### Herren von Martial
Mitte des 18. Jahrhunderts kam die Burg durch Heirat der Reichsfreiin Maria Caroline von Neukirchen gen. Nievenheim an den Freiherrn Carl Georg von Martial zu Birlinghoven, den Enkel des Generalfeldmarschalls und Generaladjutanten beim Pfalzgrafen Johann Wilhelm, Maximilian Carl von Martial zu Veynau. Das Erbe von Franz Ferdinand Clemens von Martial (* 6. Oktober 1780 Birlinghoven, † 14. Mai 1831 Herrenbröl) war die Hälfte von Herrenbröl. Er heiratete acht Wochen nach dem Tod seiner ersten Frau Anna Catharina, geborene Stahl, Anna Gertrud Happ, mit der er eine Tochter Johanna Magdalena hatte. Nach seinem Tod erbten beide die Hälfte seines Erbes. Als die Tochter mit acht Jahren verstarb, bekam die Witwe drei Anteile des Erbes der Tochter, die anderen 9 Teile gingen an die noch lebenden Kinder des verstorbenen Schwagers Franz Adolph von Martial. Das Gesamterbe mit Wohnhaus, Nebengebäuden und 40 Morgen Land wurde am 2. Mai 1833 an Carl Hundhausen aus Ruppichteroth-Oeleroth für 750 Taler verkauft. Hiervon gingen 510 Taler direkt an Gläubiger und der Notar äußerte Bedenken, da die Erbteile von zwei unmündigen Kindern mitverkauft wurden. Die Witwe erhielt statt Bargeld unter Vorbehalt das Anwesen des Wilhelm Heimann in Ruppichteroth-Kammerich, damit der Teilbesitz von Burg Herrenbröl direkt frei wurde. Diesen Besitz übergab sie am 30. November 1837 mit ihrem Restvermögen ihrem Schwager Anton Hemmerle, der sie verpflegen sollte. Am 23. November 1833 verkaufte Hundhausen den Besitz weiter an den Ackerer Conrad Becker aus Breitscheidt für 1.070 Taler. Die Kinder von Conrad Becker verkauften ihre Erbanteile ebenso wie die Kinder von Franz Adolph von Martial, die jeweils nur 10 Taler geerbt hatten und von Haus aus auch verschuldet waren. Als eines der Kinder, die Näherin Gertrud von Martial, volljährig wurde, erwirkte sie mit Hilfe des Armenrechts Prozeßhilfe und klagte hartnäckig auf Schadenersatz für den erzwungenen Verkauf, da die Gebäude mehr wert gewesen wären und für 3.000 Taler abbauwürdiger Kalkstein auf dem Gelände wären. Es kam zu einem Vergleich zwischen Carl Hundhausen und Gertrud von Martial, die ihren zurückgewonnenen Anteil für 30 Taler an ihren Bruder Josef von Martial verkaufte, der den Besitz aufgrund des allgemeinen Niedergang des niederen Adels auch nicht halten konnte.

## Anlage

### Sakrales
Auf dem Burggelände stand einst eine kleine Kapelle, in der noch 1796 die letzte Trauung eines Martials zelebriert wurde. Außerdem hatten die Herren zu Herrenbröl bis 1826 das Patronat über die Stiftskirche zu Schönenberg.

### Kommunalbesitz
1994 erwarb die Gemeinde Ruppichteroth Teile des Geländes mit der Burgruine und ließ das von Carl Georg von Martial oder seinen Söhnen Anfang des 19. Jahrhunderts erbaute Haus, das auf dem Keller des ehemaligen, zerstörten Herrenhauses der Burg stand, abreißen.

### Denkmalpflege
Das Amt für Boden und Denkmalpflege des Landes NRW begann danach mit Grabungen auf dem Burggelände und vermaß die alte Anlage.

Dabei stellte man fest, dass die Burg viel größer als angenommen war und dass sich wahrscheinlich auch noch Reste auf den benachbarten Grundstücken, die nicht im Besitz der Stadt sind, finden lassen würden. Sicher ist auch, dass auf der Südseite ein Wassergraben vorhanden war, der noch Mitte des 19. Jahrhunderts als Weiher bestand.
Die Burg war niemals von politischer oder strategischer Bedeutung und wurde spätestens zur Zeit der Besetzung des Rheinlandes durch die Franzosen um das Jahr 1807 von diesen zerstört.
Heute ist der noch rund sieben Meter aufragende Rest eines Burgturmes das dominierende Kennzeichen der Burg. Daneben sind nur eher bescheidene Ruinen der Burggebäude, eine ca. 23 Meter lange Umfassungsmauer und ein in Bruchstein gemauerter Gewölbekeller, sowie einige Mauerfundamente erhalten. Die in einem Talgrund stehende Ruine ist grundsätzlich jederzeit frei zugänglich und steht unter Denkmalschutz.